# Voum Legleite
Voum Legleite este un oraș în regiunea Gorgol, Mauritania.